# Cönóbium

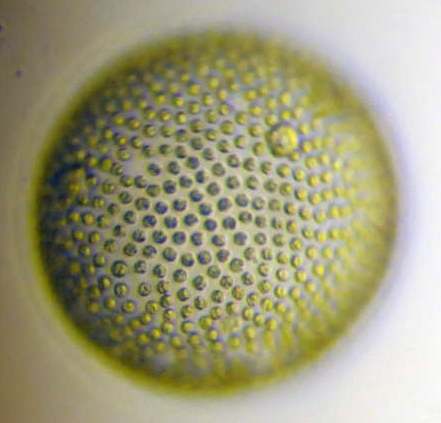
Volvox sp.

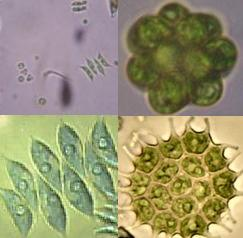
Néhány cönóbiumképző Chlorococcales

A cönóbium vagy cenóbium (latinul coenobium, tsz. coenobia) egy meghatározott számú sejtből álló laza sejttársulás (kolónia) közös sejtmembránnal. A sejteket gyakran nyálkaburok veszi körül, melyet együtt választanak ki. A sejtek időnként eltérő funkcióval rendelkeznek, például egyes sejtek szaporítósejtek, míg mások fotoszintézist végeznek vagy a mozgásért felelősek.
Egyes algacsoportok és baktériumtörzsek képeznek cönóbiumot. Az egyik legismertebb cönóbiumképző a Volvox nemzetség, ahol egy cönóbium akár 20 000 sejtből is állhat.